# 1. division (Eishockey) 1966/67
Die Saison 1966/67 war die zehnte Spielzeit der 1. division, der höchsten dänischen Eishockeyspielklasse. Meister wurde zum ersten Mal in der Vereinsgeschichte überhaupt Gladsaxe SF.

## Modus
In der Hauptrunde absolvierte jede der sechs Mannschaften insgesamt zehn Spiele. Der Erstplatzierte der Hauptrunde wurde Meister. Für einen Sieg erhielt jede Mannschaft zwei Punkte, bei einem Unentschieden gab es einen Punkt und bei einer Niederlage null Punkte.

## Hauptrunde
|    | Klub                 | Sp | S | U | N | T  | GT | Punkte |
| -- | -------------------- | -- | - | - | - | -- | -- | ------ |
| 1. | Gladsaxe SF          | 10 | 7 | 3 | 0 | 52 | 25 | 17     |
| 2. | KSF Kopenhagen       | 10 | 6 | 1 | 3 | 53 | 33 | 13     |
| 3. | Esbjerg IK           | 10 | 5 | 2 | 3 | 64 | 34 | 12     |
| 4. | Rødovre Mighty Bulls | 10 | 5 | 1 | 4 | 42 | 39 | 11     |
| 5. | Rungsted IK          | 10 | 2 | 2 | 6 | 27 | 38 | 6      |
| 6. | Vojens IK            | 10 | 0 | 1 | 9 | 23 | 92 | 1      |

Sp = Spiele, S = Siege, U = unentschieden, N = Niederlagen, T = Tore, GT = Gegentore